# Brueil-en-Vexin
Brueil-en-Vexin ist eine Gemeinde im französischen Département Yvelines in der Île-de-France. Sie gehört zum Kanton Limay im Arrondissement Mantes-la-Jolie. Sie grenzt im Nordwesten an Fontenay-Saint-Père (Berührungspunkt) und Sailly, im Norden an Lanville-en-Vexin, im Nordosten an Montalet-le-Bois und Jambville (Berührungspunkt), im Osten an Oinville-sur-Montcient, im Südosten an Juziers, im Süden an Gargenville und im Südwesten an Guitrancourt. Die Bewohner nennen sich Breuillois.
Die vormalige Route nationale 313 führt über Brueil-en-Vexin.
Die Gemeinde Breuil-en-Vexin entstand durch ein Dekret vom 14. Juni 1890.

## Bevölkerungsentwicklung
| Jahr      | 1962 | 1968 | 1975 | 1982 | 1990 | 1999 | 2008 | 2013 |
| --------- | ---- | ---- | ---- | ---- | ---- | ---- | ---- | ---- |
| Einwohner | 279  | 300  | 349  | 369  | 460  | 352  | 670  | 704  |

## Sehenswürdigkeiten
Siehe auch: Liste der Monuments historiques in Brueil-en-Vexin
- mit Dolmen überdachter Fußweg „La Cave aux Fées“, Monument historique
- Schloss, ebenfalls ein Monument historique
- Kirche Saint-Denis
- Festsaal
- Kriegerdenkmal

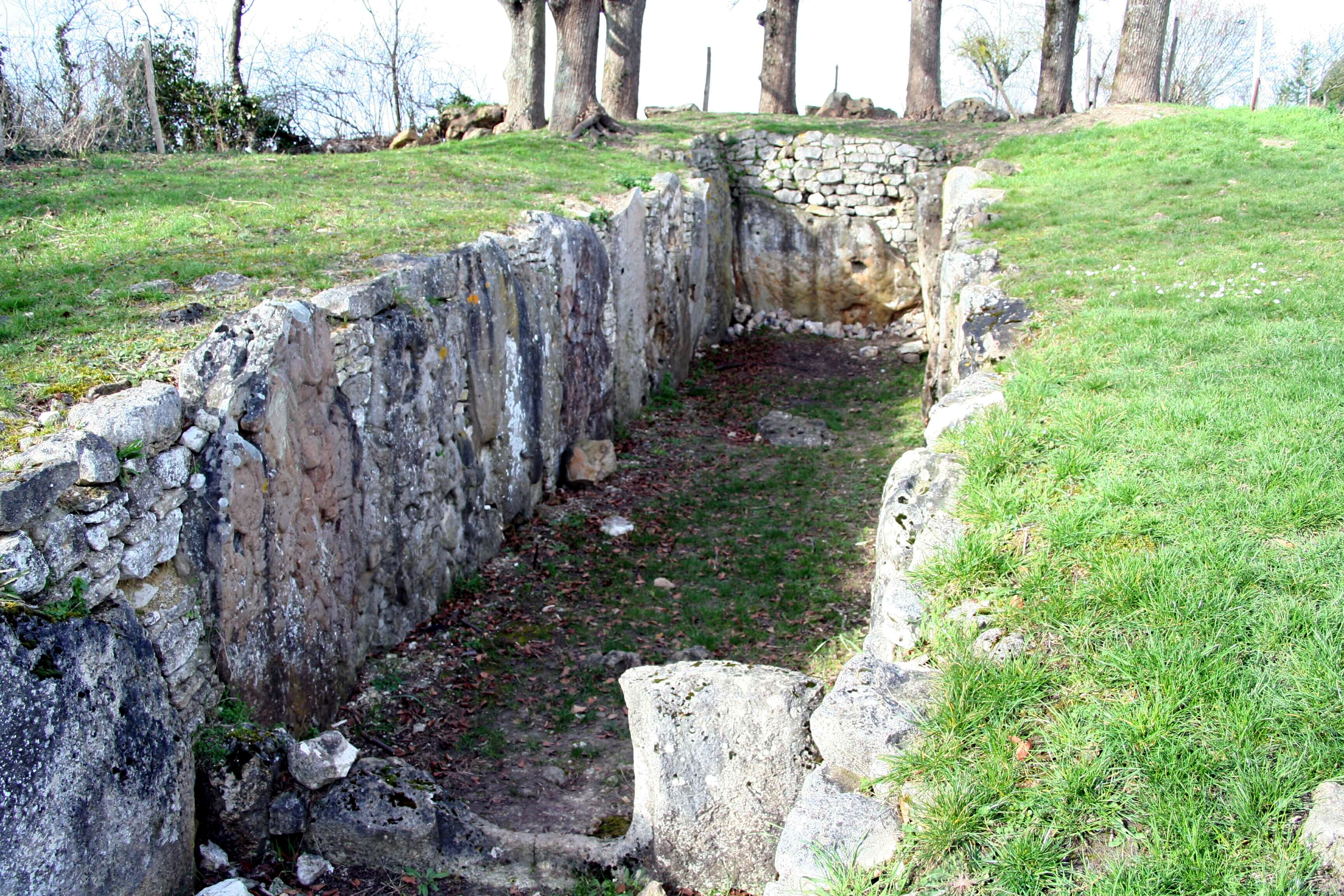
Cave aux Fées
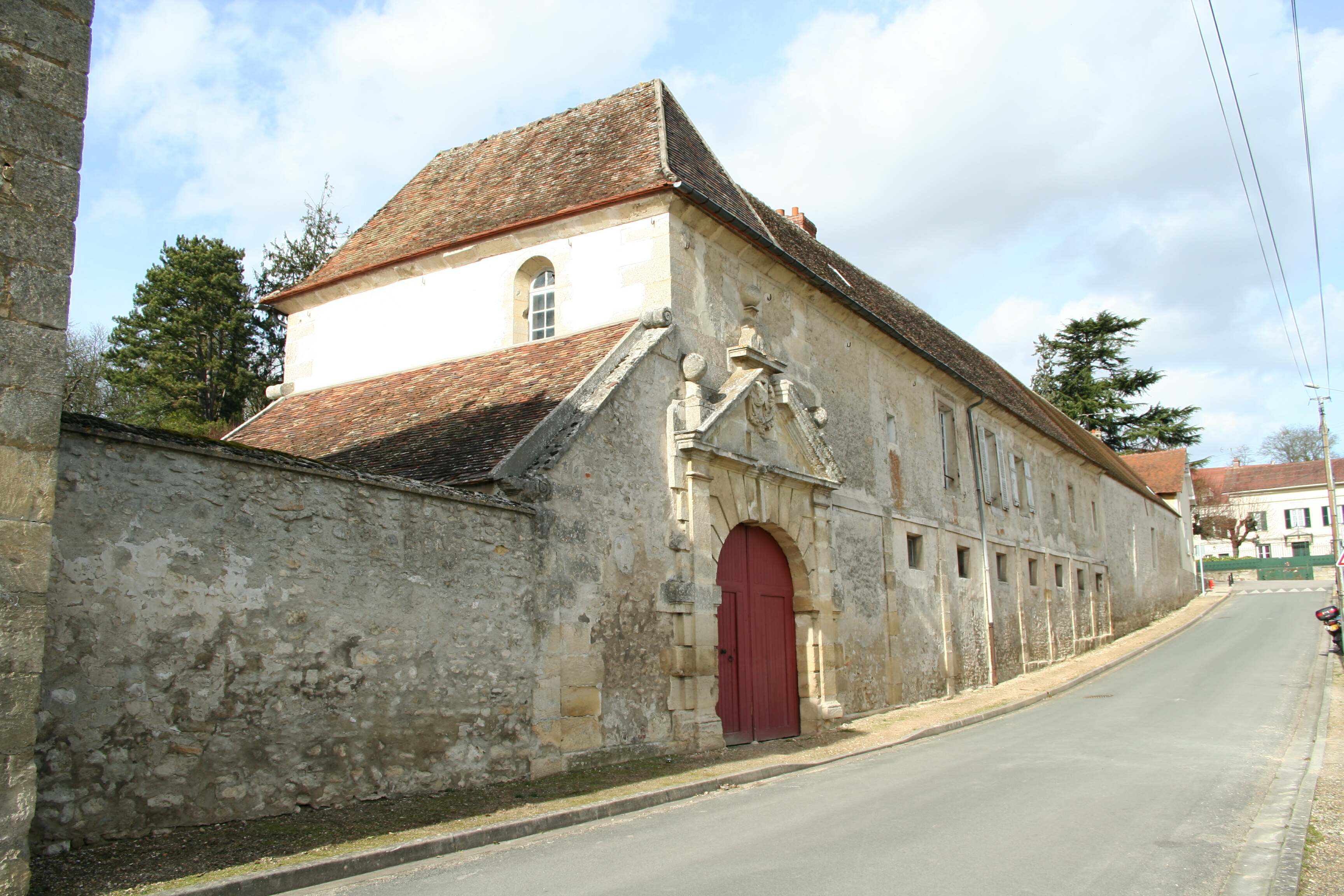
Schloss von Brueil-en-Vexin
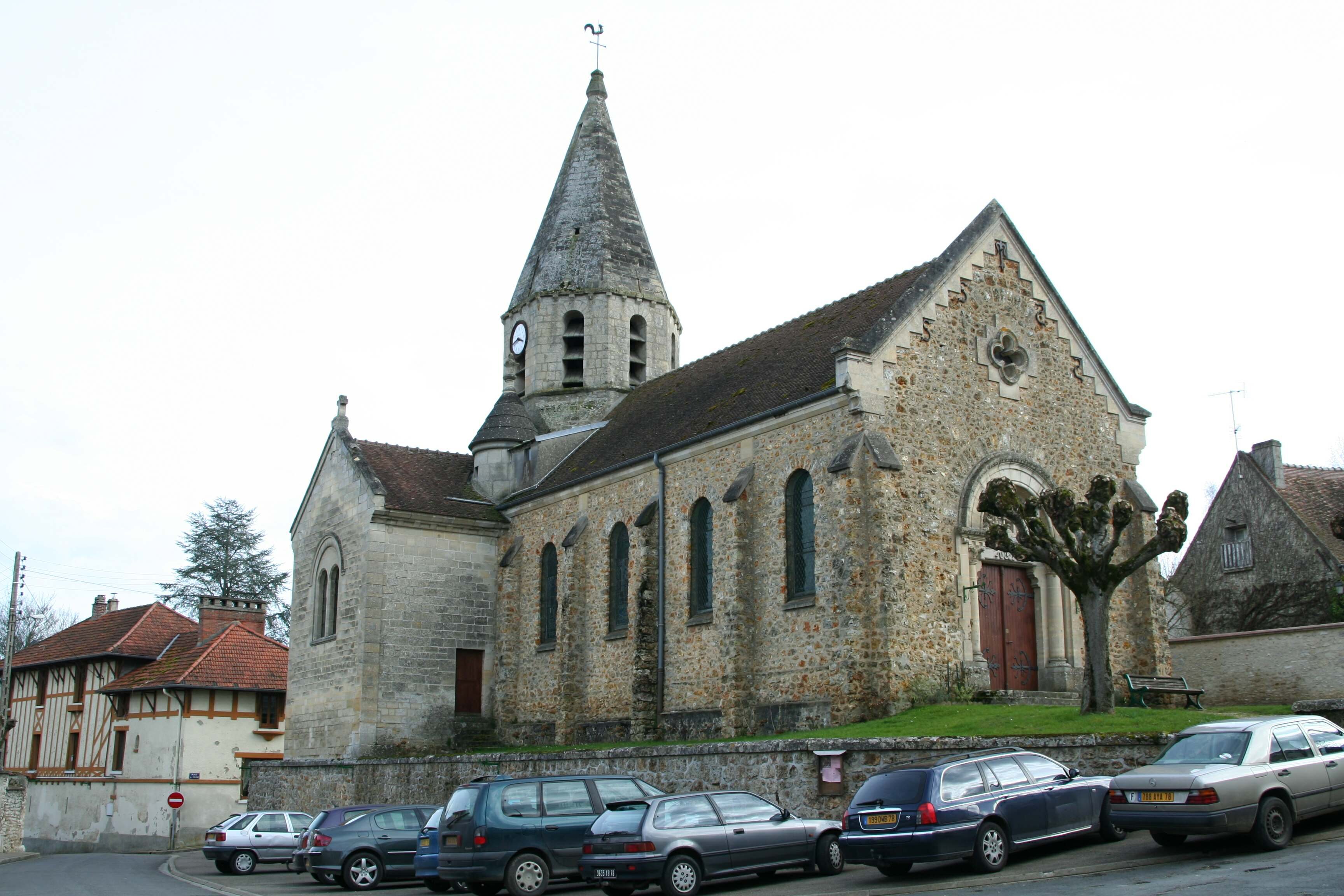
Kirche Saint-Denis
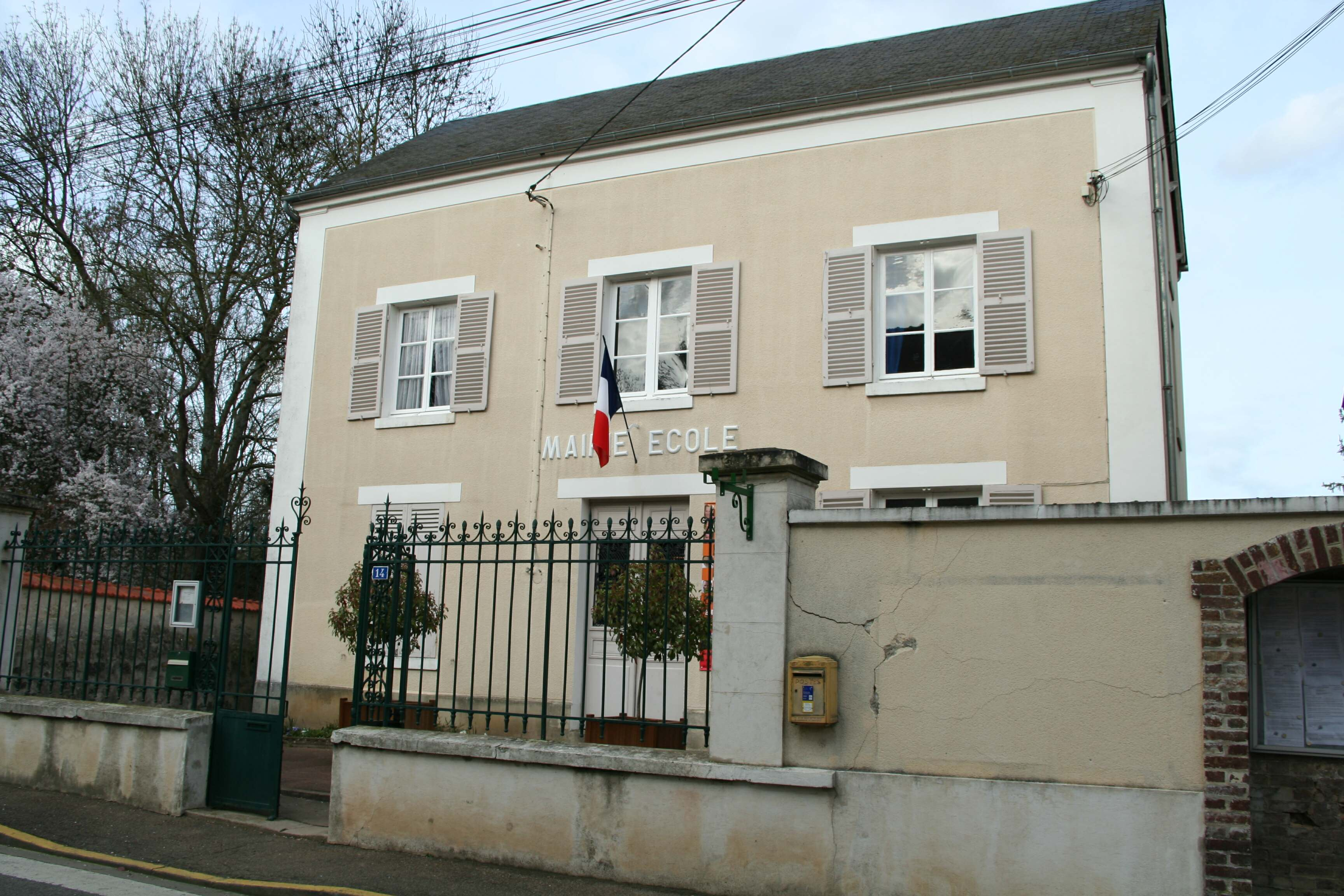
Mairie (Rathaus)